# Hawkins (Texas)
Hawkins es una ciudad ubicada en el condado de Wood en el estado estadounidense de Texas. En el Censo de 2010 tenía una población de 1278 habitantes y una densidad poblacional de 218,72 personas por km².

## Geografía
Hawkins se encuentra ubicada en las coordenadas 32°35′29″N 95°12′12″O / 32.59139, -95.20333. Según la Oficina del Censo de los Estados Unidos, Hawkins tiene una superficie total de 5.84 km², de la cual 5.81 km² corresponden a tierra firme y (0.62%) 0.04 km² es agua.

## Demografía
Según el censo de 2010, había 1278 personas residiendo en Hawkins. La densidad de población era de 218,72 hab./km². De los 1278 habitantes, Hawkins estaba compuesto por el 79.81% blancos, el 14.16% eran afroamericanos, el 0.63% eran amerindios, el 0.16% eran asiáticos, el 0% eran isleños del Pacífico, el 1.56% eran de otras razas y el 3.68% pertenecían a dos o más razas. Del total de la población el 4.93% eran hispanos o latinos de cualquier raza.